# Марсело Салайета
Марсело Данубио Салайета (на испански: Marcelo Danubio Zalayeta) е бивш уругвайски футболист, нападател. В кариерата си има 47 мача за уругвайския национален отбор.

## Състезателна кариера
Марсело започва своята кариера в Данубио и след това преминаване Пенярол, където привлича вниманието на европейските грандове. През 1997 г. преминава в Ювентус, а емисарите на торинския клуб виждат в него обещаващ млад талант.
В Италия обаче не му се дава редовно шанс за изява за да докаже себе си и Марсело е даден под наем на Емполи.
Звездата на Марсело Салайета отново изгрява на турнира Копа Америка през 1999 г. когато Уругвайския национален отбор достига до финала, но го губи от Бразилия
В същата година Ювентус го преотстъпва на испанския Севиля, където играе до 2001 година. През сезон 2001 – 02 следва ново преотстъпване. Този път на Перуджа, а през 2004 г. се завръща в Ювентус. Този път му е даден шанс и Марсело се отблагодарява с решаващи голове, вкарани в допълнителното време на срещите. Единият през 2003 г. в 1/4 финален мач от Шампионската лига срещу Барселона, а другия срещу Реал Мадрид през 2005 г. в мач от 1/16 финалите на същия турнир. След десет години прекарани в Ювентус, през лятото на 2007 година заминава за Неапол и подписва с местния Наполи.

## Национален отбор
Марсело Салайета попада в отбора за баражите на Св. П 2006Уругвай срещу Австралия. Това е най-лошият момент от живота му. При изпълнението на дузпи, неговият изстрел е спасен от австралийския вратар Марк Шварцер. Австралия побеждава с 4:2 и се класира за Световно първенство по футбол в Германия. След този мач, Салайета се отказва от националния отбор.

## Отличия
Пенярол
- Шампион – 1997
- Купа на Уругвай – 1997

 Ювентус
- Серия А
  - Шампион (3) – 1997 – 98, 2001 – 02, 2002 – 03
- Суперкупа на Италия
  - Носител (2) – 2002 и 2003

 Уругвай U-20
- Световно първенство по футбол за младежи
  - Вицешампион – 1997